# Comuna 14 (Bucaramanga)
La Comuna 14 o Morrorico es una división territorial urbana de la ciudad de Bucaramanga, en Colombia.

## División administrativa
La comuna se encuentra formada por los barrios: Vegas de Morrorico, El Diviso, Morrorico, Albania, Miraflores, Buenos Aires, Limoncito, Los Sauces, Buena Vista.